# Bambino!
|  | Per a altres significats, vegeu «Bambino (desambiguació)». |

live film
Bambino! (バンビーノ!, Banbiino!, lit. Baby) és un manga sobre el món de la cuina escrit i il·lustrat per Tetsuji Sekiya. El manga fou serialitzat a la revista seinen Big Comic Spirits de Shogakukan (dirigida a homes d'avançada edat). A febrer del 2009, Shogakukan ha publicat 14 volums del manga. Rebé en el 2008 el Shogakukan Manga Award per manga seinen/general juntament amb el Kurosagi de Takeshi Natsuhara i de Kuromaru.
NTV emeté una sèrie de televisió en imatge real del 18 d'abril de 2007 a 27 de juny del 2007. Fou emesa en els Estats Units, Canadà, i Puerto Rico per TV Japan, un afiliat de NHK, de gener a març del 2008.